# Hondurenys a Espanya
Els hondurenys a Espanya són el resultat del moviment migratori de ciutadans de la República d'Hondures, en Amèrica Central (Amèrica), cap al Regne d'Espanya, en la península Ibèrica (Europa). Sumant al voltant de 100.000 persones empadronades (encara que estimades en total es calcula un número major), constitueix la comunitat més nombrosa d'hondurenys a Europa i la segona en el món, només per darrere de la col·lectivitat que resideix als EUA
La immigració d'hondurenys a Espanya s'ha dut a terme des dels començaments de la colonització espanyola d'Amèrica, conquesta i colonització d'aquell regne a l'actual territori que comprèn Hondures i gran part d'Amèrica, se sap per la història registrada que han estat molts els hondurenys que han creuat el Oceà Atlàntic a la recerca de noves oportunitats.

## Antecedents
El moviment de persones d'un país a un altre, és un fenomen ciutadà que també s'exerceix a causa de molts factors que afecten la persona al seu país d'origen cap a qualsevol nació, buscant sobretot la protecció, treball i llibertat, el moviment d'hondurenys cap a determinats països, aquesta d'acord amb el relacionat amb l'internacional Acord de Schengen. És per això, que els ciutadans hondurenys busquen millors horitzons, en aquest cas a Espanya.
El 3 d'octubre de 1963 el llavors president d'Hondures doctor Ramón Villeda Morales i la seva esposa Alexandrina Bermúdez Milla, van visitar Espanya amb motiu del canvi d'Ambaixador hondureny, Antonio Bermúdez per Virgili Zelaya Rubí; així mateix Villeda Morales es va reunir amb hondurenys residint a la nació europea, entre ells estaven: Harold Aldana, Jorge Rápalo, Luis Alberto Ponce, Óscar Ziri Zúñiga, Rubén Villeda.
El 14 de març de 1966 s'emet la Resolució sobre Conveni Cultural hispano-hondureny en el qual es parla del Tractat Cultural Hispano-hondureny de data 22 d'octubre de 1958 i en el qual s'exonera als ciutadans de tots dos països al pagament de matrícula, exàmens i títols quan s'inscriguin en els centres docents del país diferent al seu propi.
Per a l'any 2001 la població catracha resident a Espanya era de tan sols 2.407 ciutadans.
En el govern de José María Aznar s'emet un decret amb el qual es legalitza a molts estrangers, entre ells els més beneficiats van ser els: equatorians, bolivians, colombians, dominicans, peruans, argentins, xilens, brasilers, romanesos, portuguesos, marroquins, etc. per a treballar en l'obra constructora que es troba en apogeu. Igualment succeeix durant el govern de José Luis Rodríguez Zapatero, conegut com "La gran cridada a laborar".
La nació europea també enfronta des de 2007 una greu recessió econòmica en la qual l'atur laboral s'ha incrementat considerablement, la mà d'obra és molta i els treballs pocs; a això se suma la qualificació professional i requisits que se sol·liciten al moment de presentar-se com a candidat a un treball.
A partir de l'any 2009 la nació centreamericana va convulsionar rotundament a causa de la destitució de José Manuel Zelaya Rosales de la presidència d'Hondures; els seus seguidors van començar una lluita sense quarter contra les autoritats del Poder Judicial, del Poder Legislatiu i empreses privades i religioses que mantenen les seves influències dins de la política hondurenya i amb això l'augment del cost de la vida, sanitat, delinqüència, etc, raons per les quals els ciutadans hondurenys emprenen el viatge als Estats Units d'Amèrica, Mèxic, Costa Rica, Nicaragua i Espanya, està última registra un flux creixent iniciat des de l'any 2016 amb la negativa del president estatunidenc Donald Trump a deixar entrar nous immigrants o sol·licitants de "Asil Polític"; raó per la qual, els catrachos decideixen embarcar-se cap a Espanya.

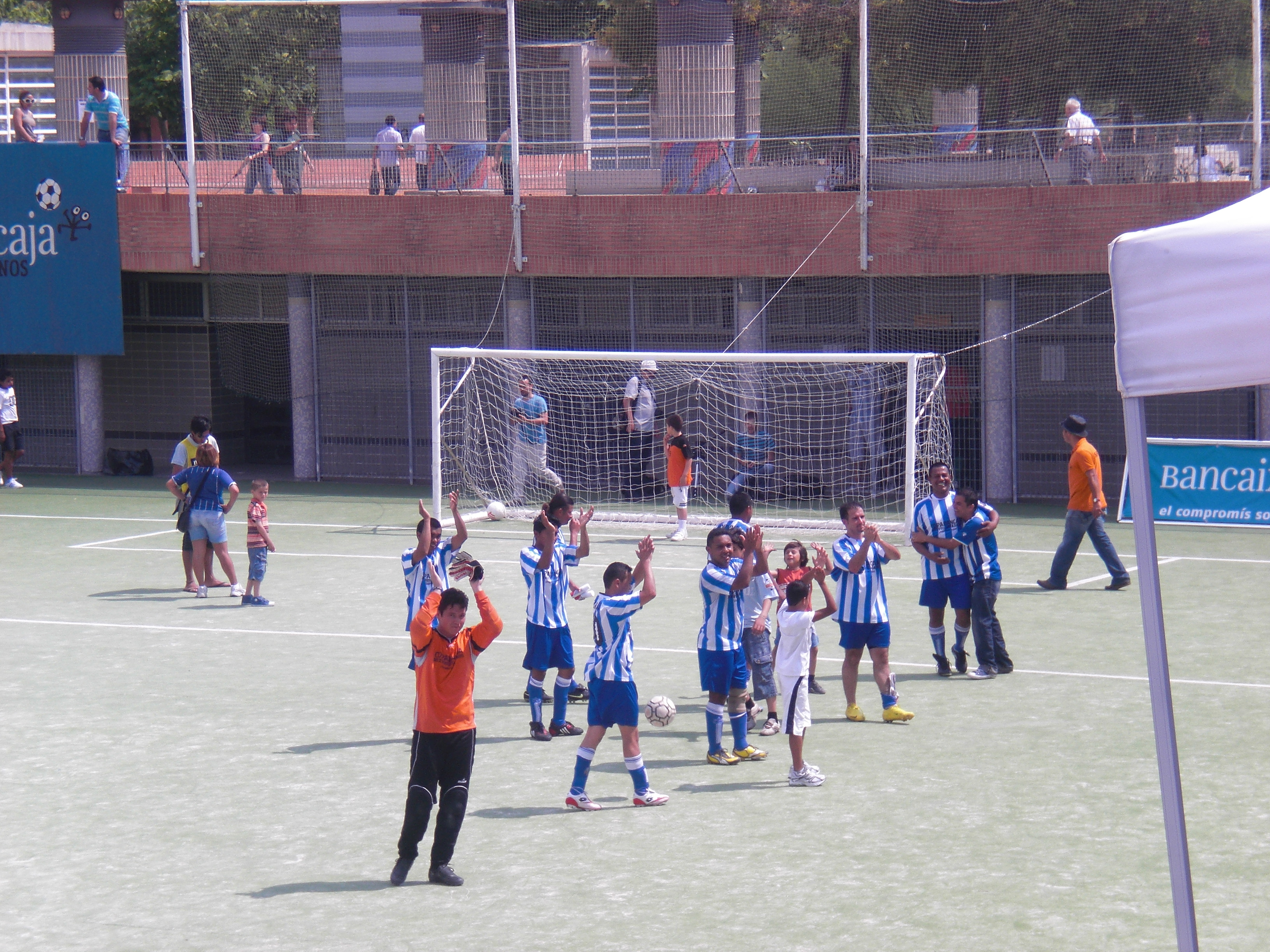
La selecció d'Hondures, composta per immigrants de Burjassot, va guanyar el Tercer Lloc en el campionat patrocinat per Bancaixa en 2009.

En 2011 el nou govern espanyol de Mariano Rajoy presa les regnes d'un país que es troba en recessió econòmica i un elevat número d'aturats mentre l'encarregada del Ministeri de Sanitat, Serveis Socials i Igualtat d'Espanya Ana Mato cancel·la a nivell nacional, que els serveis de sanitat -Hospitals, centres de salut, etc.- donin atenció als immigrants il·legals i se'ls retiri la targeta SIP.
En 2016 Espanya va batre rècord en nombre de sol·licituds d'asil polític: 15.755; sent una quarta part, 3.960, ciutadans de Veneçuela, i dels altres països Síria 2.975, Ucraïna 2.570, Algèria 740, Colòmbia 615, El Salvador 425, Hondures 385, Palestina 355, Marroc 340 i Nigèria 285.

## Treballs a Espanya
Els hondurenys que arriben a Espanya no poden treballar directament, sinó només quan posseeixen precontracte per determinat temps i ajustat a les lleis espanyoles. Un ocupador que d'ocupació a un ciutadà sense tenir en regla la seva documentació incorre en delicte. Només poden treballar aquells immigrants que hagin sol·licitat la seva legalitat dins de tres anys mitjançant el procediment d'arrelament. Les dones són les més afavorides a trobar treball, que un home. Els treballs més comuns són: Servei de llar domèstica (cuinera, neteges, mainadera, cuidadora de persones majors o dependents, etc) Obra (obra de paleta, lampisteria, pintura, xapista, peó d'obra, etc) Hostaleria i restauració (cambrer, bar, cuiner, marmitó o ajudant de cuina, etc) Servei de neteges de llars, oficines, empreses, etc. En l'horta o treballs de camp (agricultors, talladors, recollidors de fruites, etc. Aquí els treballs són temporals a causa de les collites) també hi ha ocupacions com cartellers, netejadors de piscines, jardiners, passejadors de gossos (es necessita experiència). Per totes les ocupacions es necessita comptar amb una assegurança.
L'any 2015 es va registrar que els hondurenys a Espanya treballaven majoritàriament com a cuidadors de persones grans, un 40%, com a empleades domèstiques un 27%, en construcció un 14% i en altres ocupacions un 13%.

## Factor negatiu
Segons diversos articles de rotatius espanyols, Hondures és un dels països més violents del món; en conseqüència, la societat espanyola sent temor de contractar un hondureny.
- Introducció de les societats il·legals o Mara Salvatrucha, Barrio 18 a Espanya,[8][9] el 2016 va ser detingut un home, suposat capitost d'una Mara amb identificació falsa.[10]
- Detenidos dos hondureños por el asesinato de otro hondureño en la ciudad de Valencia[11]
- Masclisme masculí el mes de març de 2017 es va donar a conèixer de l'assassinat d'una dona immigrant hondurenya a les mans del seu espòs també immigrant hondureny.[12]
- Detenen a neonazi per agredir a tres hondurenys a Madrid.[13]
- Va ser detingut un hondureny, que portava il·legalment a diversos hondurenys cap a Espanya, els ingressava simulant que eren turistes amb destinació cap a Lorda en França.[14]
- Detenen dos hondurenys per assassinat a Andalusia[15]
- Detenen una hondurenya per delicte de denúncia falsa[16]

## Immigració per diferents factors

### Per esport
Entre els hondurenys esportistes que han emigrat a Espanya, estan:
- José Enrique Cardona conegut com "La coneja e Indio" futbolista d'elit hondureny que va jugar a l'Atlético de Madrid.
- Jorge Urquía conegut com "Indio" va jugar al Reial Club Esportiu Mallorca i Deportivo Alavés
- Jorge Bran també va jugar al Reial Club Esportiu Mallorca.
- Guillermo Guerrero Máximo "Bidindi" jugador de futbol, va estudiar medicina a Barcelona i s'especialitzà a Sevilla.
- José Pierrobón, originari de La Lima, jugador de bàsquet resident a Madrid.

### Per estudis
Aguas Santas Ocaña Navarro, que va ser Primera dama d'Hondures entre els anys 2002 i 2006, es va comprometre tant en el seu paper que va sol·licitar al govern d'Espanya l'autorització que joves hondurenys poguessin fer estudis en centres educatius d'aquella nació.

### Arrelament
Els tractats diplomàtics entre totes dues nacions, la falta de visat per a entrar a Espanya ha estat un requisit primordial i d'avantatge perquè els hondurenys puguin conèixer en 90 dies (tres mesos) l'ambient espanyol amb caràcter de turista. Una vegada passats els 90 dies de gràcia, es considera al ciutadà com a il·legal segons les Lleis Espanyoles, el tràmit per sol·licitar un permís de treball per compte d'altri, comença des del dia de empadronament en un Ajuntament fins a complir 3 anys consecutius sense haver abandonat el país receptor, no tenir antecedents penals i altres requisits; seguidament s'ha de presentar la sol·licitud i un contracte de treball per a ser permès com a treballador, en transcórrer un any s'ha de tornar a formalitzar la sol·licitud i després de passats dos anys, ja amb permís de treball es pot sol·licitar la nacionalitat. El tràmit d'"Asil Polític" ha d'estar degudament justificat, sent Hondures un país que no està en guerra civil, es deneguen part de les sol·licituds.

### Per asil
Des de 2014 es va conèixer que alguns hondurenys viatgen a Espanya, amb la finalitat de sol·licitar asil polític a causa de la seva condició de "perseguits" per la seva condició i orientació sexual. Les sol·licituds d'asil polític són presentades davant Tribunal competent, els fets denunciats han de ser comprovats ja que s'assenyala data d'audiència en la qual s'atorga o denega el seu procediment.

## Alguns hondurenys a Espanya
- Luz Laínez: casada amb l'escriptor t director valencià Andrés Morris.
- Miguel Ángel Matamoros: exfutbolista.
- Lorena Vindel: ballarina i actriu, relacionada sentimentalment amb Nacho Cano.
- Karen Matute: directora i actriu.[19]
- Rosibel Vindel: actriu, esgrimista i periodista.
- Samuel Trigueros: escriptor, activista polític i defensor de drets humans[20]
- Jonathan Mejía Ruíz: jugador de futbol.

## Evolució de l'empadronament
L'any 2011 havien aproximats 30,000 hondurenys a Espanya.
L'any 2015 el flux d'entrada d'hondurenys va créixer ràpidament amb un 10% de la població permanent, van entrar a Espanya en aquest any, 7.647 hondurenys i van sortir 1.706. En total són 43.132 persones.
Segons el cens espanyol de 2016, els immigrants d'Hondures, ocupen el lloc 28, amb una quantitat de 55,266 persones
El mes d'abril de 2017, va ser inaugurat per l'empresa aèria Air Europa la realització de viatges directes des de la ciutat de San Pedro Sula a Madrid, Espanya i viceversa, tot amb vista a l'acostament turístic de tots dos països i en proporció al desenvolupament econòmic del país Centreamericà. Del vol Hondures a Madrid, van ser detinguts dotze hondurenys per no complir amb els requisits migratoris exigits pel país europeu. Cap al 2019 s'arribaria als 100.000 residents a Espanya
| Gràfica d'evolució de Hondurenys a Espanya entre 1998 i 2020 |
|                                                              |
| Dades de l'INE a 1 de gener de cada any.                     |